# رود آلدریج
رود آلدریج (انگلیسی: Rod Aldridge) (زاده ۱۹۴۷) کارآفرین، بازرگان و مدیر ارشد اجرایی بریتانیایی است، که در سال ۱۹۸۴ گروه کپیتا را تأسیس نمود.